# Mishima (film)
Pour les articles homonymes, voir Mishima.
Pour plus de détails, voir Fiche technique et Distribution.
Mishima (Mishima: A Life in Four Chapters) est un film américano-japonais réalisé par Paul Schrader et sorti en 1985. Il s'agit d'un film biographique sur l'écrivain japonais Yukio Mishima, interprété par l'acteur Ken Ogata, mettant en scène des chapitres inspirés de trois de ses romans (Le Pavillon d'or, La Maison de Kyoko et Chevaux échappés).
Le film est présenté au festival de Cannes 1985 où il obtient le prix de la meilleure contribution artistique. Le film reçoit des critiques plutôt positives mais ne rencontre pas le succès commercial.

## Synopsis
Le 25 novembre 1970, dernier jour de la vie de Yukio Mishima. L'écrivain japonais achève un manuscrit. Il enfile ensuite un uniforme qu'il a conçu pour lui-même et rencontre quatre de ses plus fidèles partisans de sa milice privée, le Tatenokai.
Il se remémore les épisodes marquants de sa vie passée. Enfant, il était chétif et malade. À l'âge adulte, il s'entraîne et sculpte son corps. Il développe une obsession militariste morbide ainsi qu'une attirance particulière envers la masculinité et la culture physique. Son aversion pour le matérialisme du Japon moderne le pousse à se tourner vers un conservatisme extrémiste. Il met en place sa propre armée privée et, nostalgique du Japon impérial, pousse pour la réintégration de l'empereur à la tête du gouvernement.

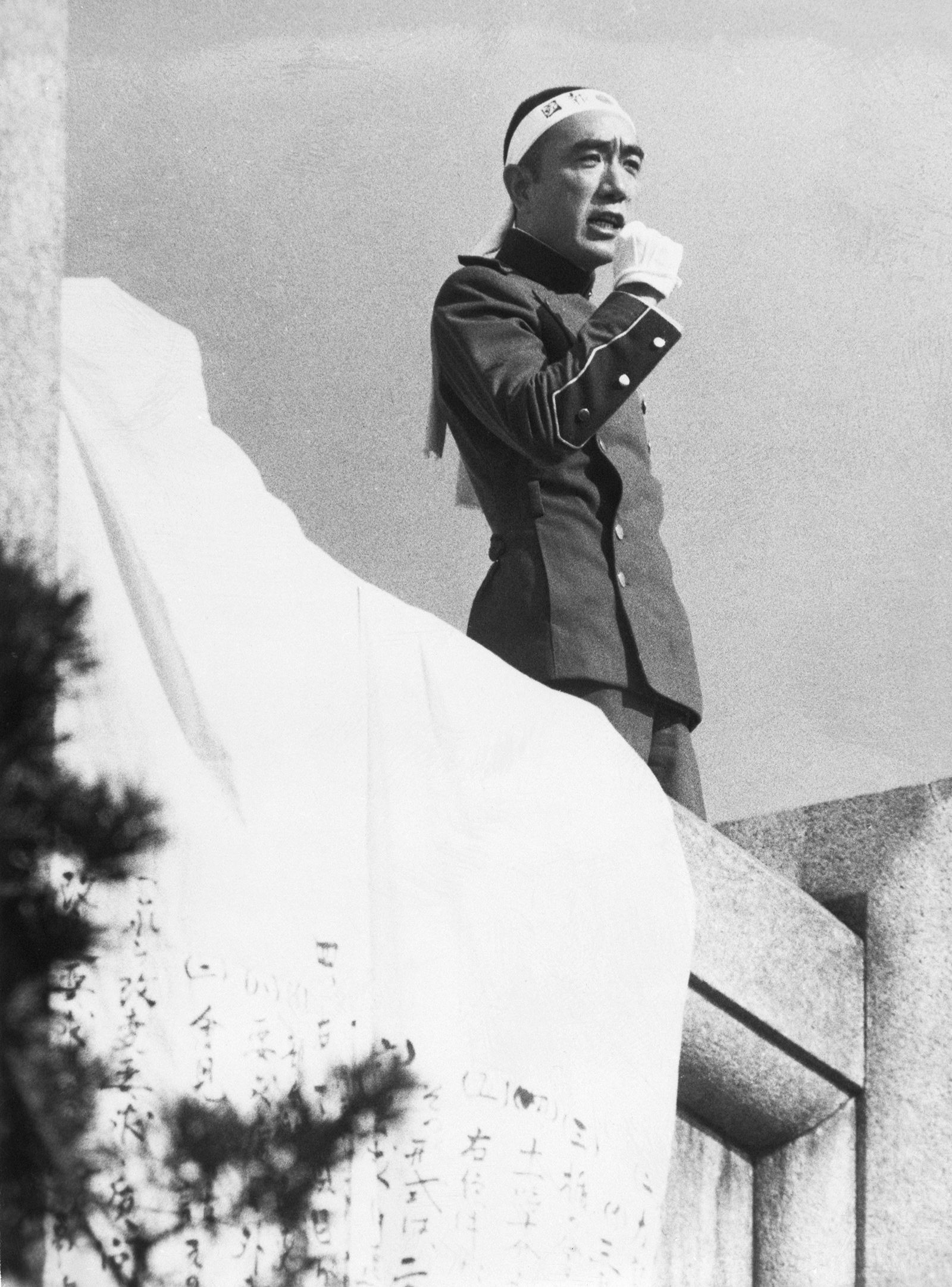
Yukio Mishima sur le balcon de l'École militaire prononçant son discours le 25 novembre 1970, peu de temps avant sa mort

Le 25 novembre 1970, Yukio Mishima et ses partisans prennent en otage un général au sein de l'école militaire des forces d'autodéfense au ministère de la Défense à Shinjuku. Il s'adresse aux soldats de la garnison, leur demandant de se joindre à lui dans sa lutte pour rétablir l'empereur. Son discours est largement ignoré et les soldats deviennent même hostiles. Ridiculisé, Mishima se retire et commet un seppuku.

## Fiche technique
- Titre original : Mishima: A Life in Four Chapters
- Titre français : Mishima
- Réalisateur : Paul Schrader (assisté de Koichi Nakajima)
- Scénario : Chieko Schrader, Leonard Schrader (en) et Paul Schrader en collaboration avec Jun Shiragi, d'après la vie et les écrits de Yukio Mishima
- Musique originale : Philip Glass, interprétée par l'orchestre dirigé par Michael Riesman et par le Kronos Quartet
- Photographie : John Bailey
- Costumes : Etsuko Yagyu
- Décors : Kyoji Sasaki
- Montage : Michael Chandler et Tomoyo Ōshima
- Producteurs : Tom Luddy et Mataichiro Yamamoto
  - Producteurs délégués : Francis Ford Coppola et George Lucas
- Société de production : Zoetrope Studios, Filmlink International et Lucasfilm
- Société de distribution : Warner Bros.
- Genre : drame biographique
- Format : couleur/noir et blanc — 1,85:1
- Durée : 120 minutes
- Dates de sortie : 
  - France : 15 mai 1985 (festival de Cannes)
  - États-Unis : septembre 1986[1]

## Distribution
- Ken Ogata : Yukio Mishima
- Kenji Sawada : Osamu
- Yasosuke Bando : Mizoguchi
- Toshiyuki Nagashima : Isao
- Gō Rijū : Yukio Mishima, âgé de 18 et 19 ans
- Yuki Nagahara : Yukio Mishima, âgé de 5 ans
- Naoko Otani : la mère
- Haruko Kato : la grand-mère
- Masayuki Shionoya : Morita
- Hisako Manda : Mariko
- Reisen Lee : Kiyomi
- Hiroshi Katsuno : Lieutenant Hori
- Hiroshi Mikami : cadet no 1
- Jun'ya Fukuda : cadet no 2
- Shigeto Tachihara : cadet no 3
- Junkichi Orimoto : le général Mashita
- Roy Scheider : le narrateur (voix en version originale)

## Production
Le film est tourné aux studios Tōhō de Tokyo.

## Accueil

### Box-office
Le film est un échec au box-office. Il ne totalise que 502 758 $, dont 437 547 sur le sol américain. En France, il n'attire que 121 512 spectateurs en salles.

## Distinctions

### Récompenses
- Festival de Cannes 1985 : prix de la meilleure contribution artistique[4]

### Nominations
- Festival de Cannes 1985 : en compétition pour la Palme d'or[4]